# Эмма (телесериал, 2009)
«Э́мма» (англ. Emma) — телевизионный четырёхсерийный мини-сериал производства BBC по мотивам одноимённого романа Джейн Остин, вышедший в 2009 году в Великобритании. Транслировался еженедельно на телеканале BBC One с 4 по 25 октября 2009 года. В России — на телеканале Культура с 8 по 9 сентября 2010 года. Пятая экранизация романа Джейн Остин, написанного в 1815 году. Сценарная адаптация была выполнена Сэнди Уэлч, режиссёром выступил Джим О’Хэнлон.

## В ролях

### Главные герои
- Ромола Гарай — Эмма Вудхаус
- Джонни Ли Миллер — Джордж Найтли
- Майкл Гэмбон — мистер Вудхаус
- Луиза Дилан — Гарриет Смит
- Джоди Мэй — Энни Тейлор/Уэстон
- Роберт Батерст — мистер Уэстон
- Руперт Эванс — Фрэнк Черчилл
- Лора Пайпер[англ.] — Джейн Фэйрфакс
- Тэмзин Грейг — мисс Бейтс
- Валери Лилли[англ.] — миссис Бейтс
- Блейк Ритсон — мистер Элтон
- Кристина Коул — Августа Элтон

### Второстепенные персонажи
- Дэн Фреденбург — Джон Найтли
- Поппи Миллер[англ.] — Изабелла Найтли
- Джефферсон Холл — мистер Мартин
- Вероника Робертс[англ.] — миссис Годдард

## Эпизоды
| 1 | Эпизод № 1 | 4 октября 2009  | Сэнди Уэлш | Джим О’Хэнлон |  |  |
| Эмма Вудхаус красива, умна, состоятельна, и ничто не увлекает её больше, чем взаимоотношения окружающих её людей. Она всерьёз полагает, что именно благодаря ей нашли своё счастье её сестра Изабелла и гувернантка Энн Тейлор, и теперь решает устроить личную жизнь своей новой подруги Гарриет Смит, привлекательной и добродушной девушки, живущей в пансионе миссис Годдард. Она убеждает Гарриет, что та слишком хороша для простого фермера Роберта Мартина, и призывает обратить внимание на более достойных с её точки зрения молодых мужчин, к примеру, на мистера Элтона, викария Хайбери. Близкий друг Эммы, мистер Найтли, предупреждает её, что подобным вмешательством она лишь причинит вред и Гарриет, и Роберту. Однако Эмма уверена в своей правоте, и Найтли, не в силах справиться с её упрямством, в ярости покидает её. |            |                 |            |               |  |  |
| |            |                 |            |               |  |  |
| 2 | Эпизод № 2 | 11 октября 2009 | Сэнди Уэлш | Джим О’Хэнлон |  |  |
| Эмма не оставляет надежды поженить Гарриет и мистера Элтона. Приближается Рождество, и все в Хайбери ожидают приезда Фрэнка Черчилла, сына мистера Уэстона. Ещё в детстве он был взят на воспитание в семью сестры мистера Уэстона и долгие годы не виделся с отцом. На праздничном ужине выясняется, что Фрэнк не приехал из-за болезни тётушки. Поскольку Гарриет Смит также не смогла присутствовать, мистер Элтон к удивлению Эммы в открытую ухаживает за ней и в карете по дороге домой признаётся ей в любви. Ничуть не ожидавшая такого поворота событий, Эмма упоминает о Гарриет, чем вызывает лишь обиду и недоумение мистера Элтона, который абсолютно равнодушен к мисс Смит. Несколько недель спустя в Хайбери наконец-то приезжает Фрэнк Черчилл, а также Джейн Фэйрфакс, которая как и Фрэнк выросла вдали от родного дома. Вскоре все начинают гадать, кто же отправил Джейн в подарок фортепиано. Фрэнк и Эмма думают, что это Диксон, молодой человек, с которым Джейн познакомилась в Ирландии. Миссис Уэстон полагает, что мистер Найтли, однако Эмма отказывается в это поверить. |            |                 |            |               |  |  |
| |            |                 |            |               |  |  |
| 3 | Эпизод № 3 | 18 октября 2009 | Сэнди Уэлш | Джим О’Хэнлон |  |  |
| Эмма поддразнивает мистера Найтли относительно его привязанности к Джейн Фэйрфакс, однако тот остаётся невозмутимым. Мистер Элтон, покинувший ненадолго Хайбери, возвращается с молодой женой. Тем временем, Фрэнк и Эмма, готовясь к балу в Хайбери, заметно сближаются, и Эмма предполагает, что влюблена, однако чуть позже понимает, что это не так. После неудачи с мистером Элтоном и Гарриет Эмма оставляет затею сватать своих друзей и знакомых. Она скучает, и Найтли предлагает совершить небольшое путешествие в Бокс Хилл, чтобы ненадолго сменить обстановку и развеяться. Во время их беседы речь заходит о Фрэнке и Джейн, и Найтли делится своими мыслями о том, что эти двое, возможно, влюблены друг в друга. Эмма отвергает эти подозрения и ручается, что Черчиллу совершенно не нравится мисс Фэйрфакс. Найтли уходит, уверенный, что она предпочла Фрэнка, и расстроенный тем, что она безразлична к нему. |            |                 |            |               |  |  |
| |            |                 |            |               |  |  |
| 4 | Эпизод № 4 | 25 октября 2009 | Сэнди Уэлш | Джим О’Хэнлон |  |  |
| Поездка в Бокс Хилл состоялась, однако не принесла ожидаемой радости. Во время пикника Эмма оскорбляет мисс Бейтс, тётушку Джейн. Найтли порицает её за этот поступок, и Эмма понимает, что была непростительно груба по отношению к несчастной мисс Бейтс. Она пытается восстановить былую дружбу, но Джейн отказывается её видеть. Тем временем приходят новости о смерти тётушки Фрэнка, и Уэстоны полагают, что он теперь непременно сделает предложение Эмме, но Черчилл обручается с мисс Фэйрфакс. Как оказалось, они были тайно помолвлены уже довольно давно. Мистер Найтли уезжает в Лондон. За время его отсутствия Эмма осознаёт, как он дорог ей, особенно после разговора с Гарриет, которая признаётся, что увлечена мистером Найтли и надеется на взаимность. Эмма подавлена этим известием, но при встрече с Найтли выясняется, что он всегда любил только её. Они женятся и уезжают в свадебное путешествие, а Гарриет воссоединяется со своим давним поклонником Робертом Мартином.                                                                                                  |            |                 |            |               |  |  |

## Саундтрек
Диск с саундтреками, сочиненными для сериала Сэмюэлем Симом, выпущен 8 декабря 2009 и включает все музыкальные темы, а также музыку, звучавшую на балах.
| №   | Название                       | Длительность |
| --- | ------------------------------ | ------------ |
| 1.  | «Emma main titles»             | 0:58         |
| 2.  | «Emma Woodhouse was borne»     | 3:32         |
| 3.  | «Expansion project»            | 1:45         |
| 4.  | «Rescued from the gypsies»     | 1:27         |
| 5.  | «A ball»                       | 1:02         |
| 6.  | «Knightley's walk»             | 1:07         |
| 7.  | «Dolls»                        | 1:35         |
| 8.  | «The world has left us behind» | 1:41         |
| 9.  | «Arrival of little Knightley»  | 1:02         |
| 10. | «Donwell dancing again»        | 3:03         |
| 11. | «Superior men»                 | 1:01         |
| 12. | «Matchmaker»                   | 1:47         |
| 13. | «Walk of shame»                | 1:38         |
| 14. | «Playing Harriet»              | 2:52         |
| 15. | «Without suspicion»            | 2:25         |
| 16. | «Frank is free»                | 2:34         |
| 17. | «Mr. Elton»                    | 0:54         |
| 18. | «Blind endeavours»             | 3:15         |
| 19. | «The last dance»               | 1:43         |
| 20. | «Lost and found»               | 1:46         |
| 21. | «Only people we like»          | 1:31         |
| 22. | «The ship's cook»              | 2:25         |
| 23. | «Cliff tops»                   | 1:43         |
| 24. | «Secrets»                      | 2:26         |
| 25. | «It's snowing and heavily»     | 1:37         |
| 26. | «The seaside»                  | 1:40         |
| 27. | «Love story»                   | 1:05         |
| 28. | «Most ardently in love»        | 1:24         |